# Sin disfraz
«Sin disfraz» es un sencillo de la banda argentina Virus, escrita por el líder y vocalista Federico Moura, junto con Roberto Jacoby. La letra de la canción trata sobre un taxiboy, esto debido a la orientación sexual de Federico y a la discusión que este sostuvo con uno de los directivos de la compañía.